# トライアンフ・サンダーバード900
トライアンフ・サンダーバード900（Triumph Thunderbird 900）は、トライアンフ・モーターサイクルがヒンクリー工場で1995年から2004年に製造したイギリスのオートバイ。1995年に発売されたトライアンフ・サンダーバード900は、空冷式の3気筒のような印象を与えるようにデザインされているが、前面のラジエーターを見れば明らかに水冷式のマシンであることがわかる。3基の36mmフラットバルブキャブレターによって燃料供給が行われるエンジンは、活発であらゆるライディングスタイルに容易に対応できる。スイングアームは1996年に楕円断面に更新され、1997年にはクロームメッキのプラスチック製ラジエターエンドカバーとグリルが、クローム処理のクランクケースとともに標準装備となった。1998年にはオプションで「キング＆クイーン」シートが用意された。
トライアンフ・レジェンドTT、トライアンフ・アドヴェンチャー900、のちにトライアンフ・サンダーバードスポーツに改名された82 bhp (61 kW)を発揮し、ダブルディスクブレーキと6速ギアボックスを装備したトライアンフ・サンダーバード900クラシックなどの派生モデルが製造された。エンジンはどれも同じ885cc3気筒だった。サンダーバードは2003年まで製造され、サンダーバードスポーツは2004年まで製造された。

## トライアンフ・サンダーバードスポーツ

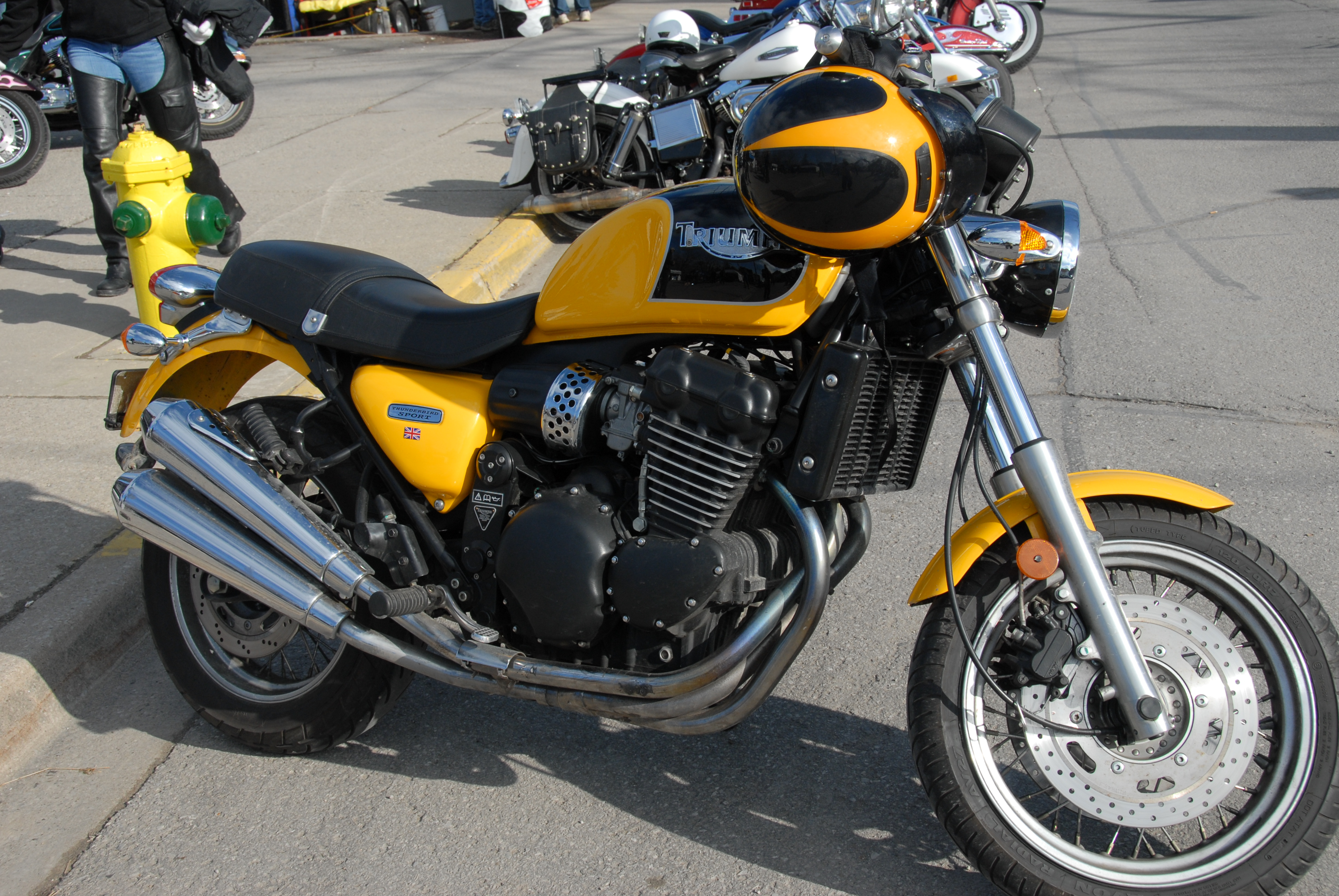
サンダーバードスポーツ

36mmのケイヒンCVキャブレターが装着されて8,500rpmで82 hp (61 kW)に増強されたエンジンと6速ギアボックスを備えてサンダーバード900のよりスポーティなモデルが1997年に発売された。
「チーズおろし」スタイルのエアフィルター、フロントのダブルディスクとアジャスタブルサスペンション、右側に2本出しされたサイレンサーなどの変更も加えられていた。このスタイルは1970年代初期のトライアンフ・X-75ハリケーンをモチーフにしていた。
6速ギアボックスは、ケイヒン製キャブレターとともにその後のサンダーバードの派生モデルでも使用された。初期のミクニ製キャブレターは発売初年度にニードルとジェットの早期摩耗に悩まされたが、その後すぐに工場リコールで対応された。150 mph (240 km/h)まで刻まれたスピードメーターとケイヒン製キャブレターを搭載した後期型サンダーバードには、クローム仕上げのクランクケースに加え、6速ギアボックスが装備されている。

## メディアへの登場
トライアンフ・サンダーバードは、発表されると、当時大人気だった女優パメラ・アンダーソンが映画『バーブ・ワイヤー/ブロンド美女戦記』で使用したことで、大きく報道された。その他の著名なメディア出演としては、ヒュー・ローリー主演のイギリス映画『Maybe Baby』や、サイドカーを装着した状態でBBCテレビの料理番組『Two Fat Ladies』「トゥー・ファット・レディース」での登場などがあげられる。このオートバイはミート・ローフ]のアルバム『ウェルカム・トゥ・ザ・ネイバーフッド〜地獄からの脱出』の懸賞の賞品でもあり、応募券はCDの封入物に付いていた。これは、「君の為に僕は嘘をつく」のミュージックビデオにこのオートバイが登場したからである。